# Telebasis dominicana
Telebasis dominicana là một loài chuồn chuồn kim trong họ Coenagrionidae.
Telebasis dominicana is in 1857 voor het eerst wetenschappelijk beschreven door Selys in Sagra.